# C1GALT1
Гликопротеин-N-ацетилгалактозамин-3-бета-галактозилтрансфераза 1, или C1GALT1, (англ. Glycoprotein-N-acetylgalactosamine 3-beta-galactosyltransferase 1; КФ 2.4.1.122) — фермент гликозилтрансфераза, один из основных ферментов, участвующих в O-гликозилировании и синтезе O-протеогликанов и O-гликопротеинов. Продукт гена человека C1GALT1.

## Функция
C1GALT1 синтезирует углеводную структуру кор 1 (называемую также Т-антиген), O-гликановую цепь галактозо-бета-1-3-галактозо-N-ацетил-альфа-серин/треонин, за счёт переноса галактозы с UDP-галактозы на галактозо-N-ацетил-альфа-1-протеин. Образование галактозо-N-ацетил-альфа-1-протеина (называемого также Тn-антиген) является первым этапом синтеза O-гликозилированных белков. Галактозо-N-ацетил-альфа-1-протеин синтезируется под действием многочисленных галактозо-N-ацетилтрансфераз. Кор 1 является предшественником многих O-гликанов муцинового типа клеточной мембраны и секретируемых гликопротеинов.
Фермент участвует во многих процессах в организме, включая ангиогенез, тромбопоэз и развитие почечного гомеостаза.

## Взаимодействия
Для каталитической активности C1GALT1 требуется его взаимодействие с белком-шапероном C1GALT1C1.

## Клиническое значение
Мутации гена C1GALT1 ассоциированы с заболеваниями почек.